# Ballon rouge
Ballon rouge est un tableau réalisé par le peintre allemand Paul Klee en 1922. Cette huile sur gaze préparée à la craie et montée sur bois est un paysage urbain stylisé survolé par un ballon rouge. Cette œuvre est conservée au musée Solomon-R.-Guggenheim, à New York, aux États-Unis. 